# Unikz
Unikz est le pseudonyme d'un artiste de street art dont l'identité reste inconnue. Né à Bristol (Grande-Bretagne). Il vit et travaille à Genève (Suisse). Actif depuis 2015, il utilise la peinture au pochoir, la sculpture acrylique et l'art numérique sous forme d'images produites par ordinateur pour faire passer ses messages critiques, anticapitaliste ou antisystème, contre notre société de consommation. Certaines de ses œuvres dénoncent l'impact de la finance sur nos vies, l'utilisation de l’animal comme marchandise, l'industrialisation de l'art ou encore la captation des ressources. Il intègre dans ses créations ou ses installations des animaux (rats, singes, requins), des personnes célèbres ou d'autres œuvres d'art qu'il parodie.

## Authentification des œuvres d'Unikz
Pour authentifier ses œuvres, l'artiste utilise Verisart, un service d'enregistrement sécurisé dans la blockchain. Les œuvres réalisées dans la rue sont capturées en 3D ou numérisées pour être inscrites dans la blockchain. Chaque œuvre est authentifiée par un Jeton non fongible créé par l'artiste. Date, lieu, prix de vente et nom du propriétaire sont inscrits dans la blockchain assurant ainsi une traçabilité des œuvres et interdisant toute copie.

## Ventes aux enchères
- La femme qui en savait trop, 101 × 32 cm, œuvre vendue 1000,00 € chez Drouot à Paris, le 20 novembre 2017. Collage d’affiches de films de série B sur résine et pigments de produits cosmétiques Chanel sur guitare Stratocaster, vibrato vintage, 3 micros avec manche en érable. Signée[3].
- Punked cosmonaute, 198 × 90 cm, œuvre vendue 3000,00 € chez Drouot à Paris, le 20 novembre 2017. Cosmonaute en résine et aérosol automobile sur socle en fonte. Le casque comprend un écran led sous la visière diffusant une séquence vidéo en boucle diffusant les yeux de personnes célèbres décédées. Sculpture attribuée à l'artiste[4].
- Koons monkey, 108 × 100 cm, œuvre vendue 15 000,00€ chez Cappelaere & Pruneaux sur Drouot à Bar-le-duc, le 16 mai 2021. Vente d'un Jeton non fongible (NFT) représentant un singe masqué qui lance un bouquet de tulipes devant l'œuvre monumentale de Jeff Koons Bouquet of Tulips à Paris et d'une sculpture en acrylique attribuée à l'artiste[5],[6].
- Rat in Paris, 110 × 100 cm, œuvre vendue 14 000,00€ chez Cappelaere & Pruneaux sur Drouot à Bar-le-duc, le 16 mai 2021. Vente d'un Jeton non fongible (NFT) représentant un rat masqué portant un ratcoin devant un pochoir de l'artiste Banksy réalisé à Paris et d'une sculpture en acrylique représentant le même rat, attribuée à l'artiste[5].

## Œuvres
- Ratcoin : En 2018 l'artiste crée une monnaie virtuelle appelée "Ratcoin". 5 rats géants en résine acrylique portant une pièce de la monnaie virtuelle seront créés et installés dans différents lieux à Paris : un devant le Palais de la Bourse, un sur le Pont de l'Alma, un au Palais de Tokyo et un autre installé à côté d'un graffiti de l'artiste Banksy près de la Maison de la radio sur les Quais de Seine. La photo des rats regardant la tour Eiffel est publiée sur le site de l'artiste[1].
- Ratcoin NFT : En 2020 l'artiste réalise un Ratcoin unique sous forme de NFT présenté sur la plateforme Opensea. Ce jeton numérique (NFT, non fungible token) sera vendu aux enchères le 16 mai 2021 pour la somme de 7000,00 €[5].
- Attack, attack, attack : En 2020 Unikz collabore avec le photographe Andrew Bayles[7] pour réaliser un NFT permettant de découvrir une partie du processus créatif de Banksy: l'œuvre est une boucle vidéo numérique de 50 secondes, elle commence sur l'image de "Rage, the Flower Thrower" de Banksy, puis apparaît en surimpression une photographie représentant un homme jetant un cocktail molotov. Cette photo, prise à Leeds (Royaume-Uni) en 1987, est l'image de base qui a été utilisée pour fabriquer le pochoir de Banksy en 2005. La photo, prise par Andrew Bayles, a été publiée en 1987 dans un journal anarchiste "Attack, Attack, Attack" produit et distribué anonymement en raison des informations radicales qu'elle contenait. Cette œuvre relance les spéculations sur l'identité de Banksy qui pourrait être Robert Del Naja (alias 3D), leader du groupe de trip hop Massive Attack[8].